# Динг, Анри
Анри Динг (фр. Henri Ding; 30 июня 1844, Гренобль — 24 августа 1898, там же) — французский скульптор.

## Биография
Уроженец Гренобля. Вся жизнь Анри Динга была связана с родным городом, в художественной жизни которого он играл выдающуюся роль. Анри Динг преподавал скульптуру в Школе изящных искусств Гренобля. Он создавал скульптурные портреты (бюсты) своих современников — выдающихся уроженцев города, а также значительное количество других скульптур, самое крупное собрание которых хранится сегодня в гренобльском музее. Им были созданы фасадные скульптурные украшения для некоторых зданий города и более десятка скульптурных надгробий на местном кладбище Сен-Рок.
Анри Дингом, по заказу мэрии города, был выполнен памятник предпринимателю Ксавьеру Жувену, родственнику тогдашнего мэра Эдуара Рея, который до сих пор украшает одну из городских площадей. Когда во Франции торжественно отмечалось столетие Французской революции, и мэрия Гренобля решила подчеркнуть важную роль своего города в этих событиях, именно Дингу для украшения города был заказан «Фонтан трёх сословий», символизирующий депутатов от Гренобля от трёх сословий — духовенства, дворянства и народа, поддержавших в своё время необходимость преобразований. Монументальный по своим размерам и по художественному стилю, «Фонтан трёх сословий» до сих пор является одной из визитных карточек города.

## Галерея

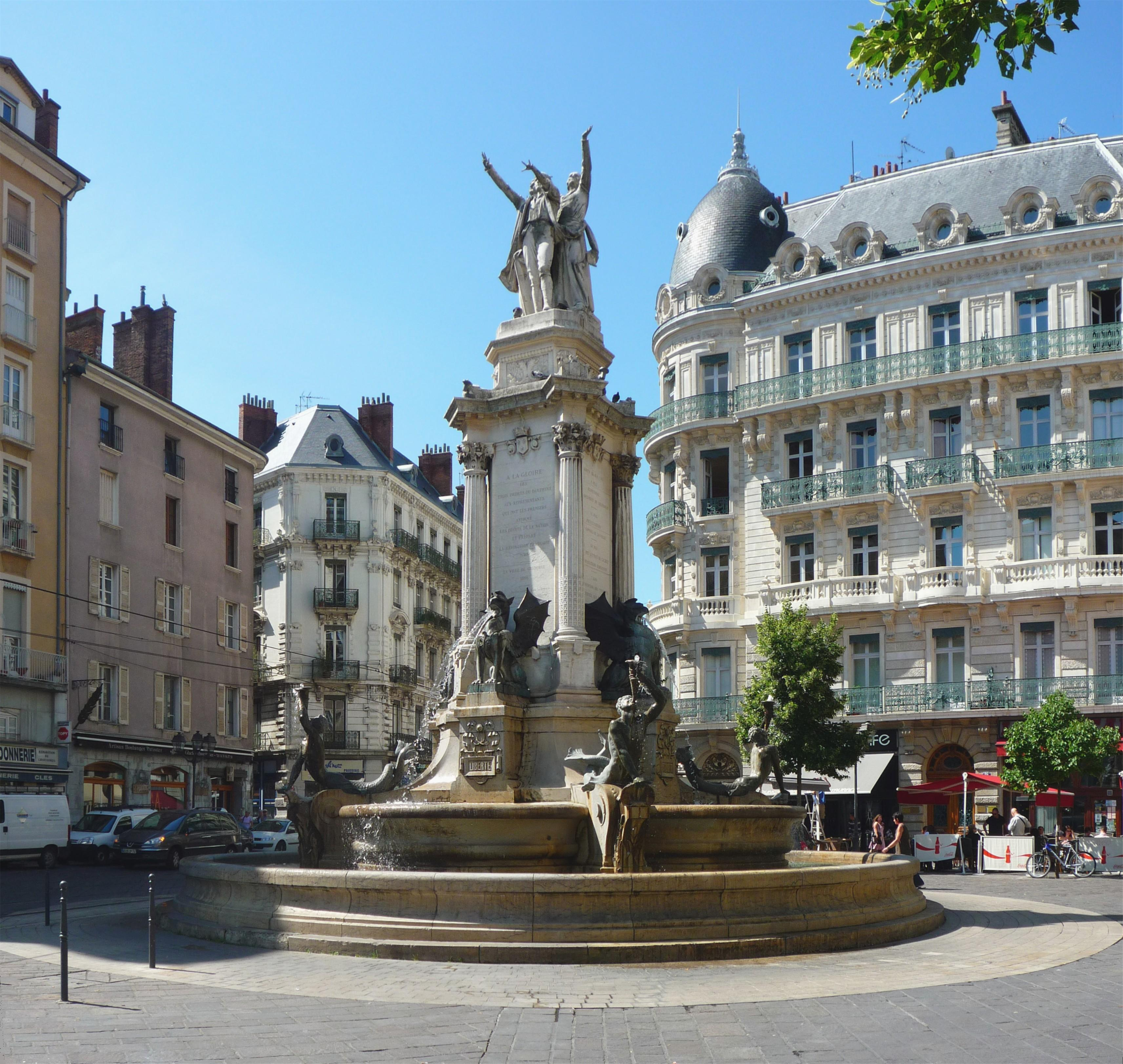
Фонтан трёх сословий, Гренобль.
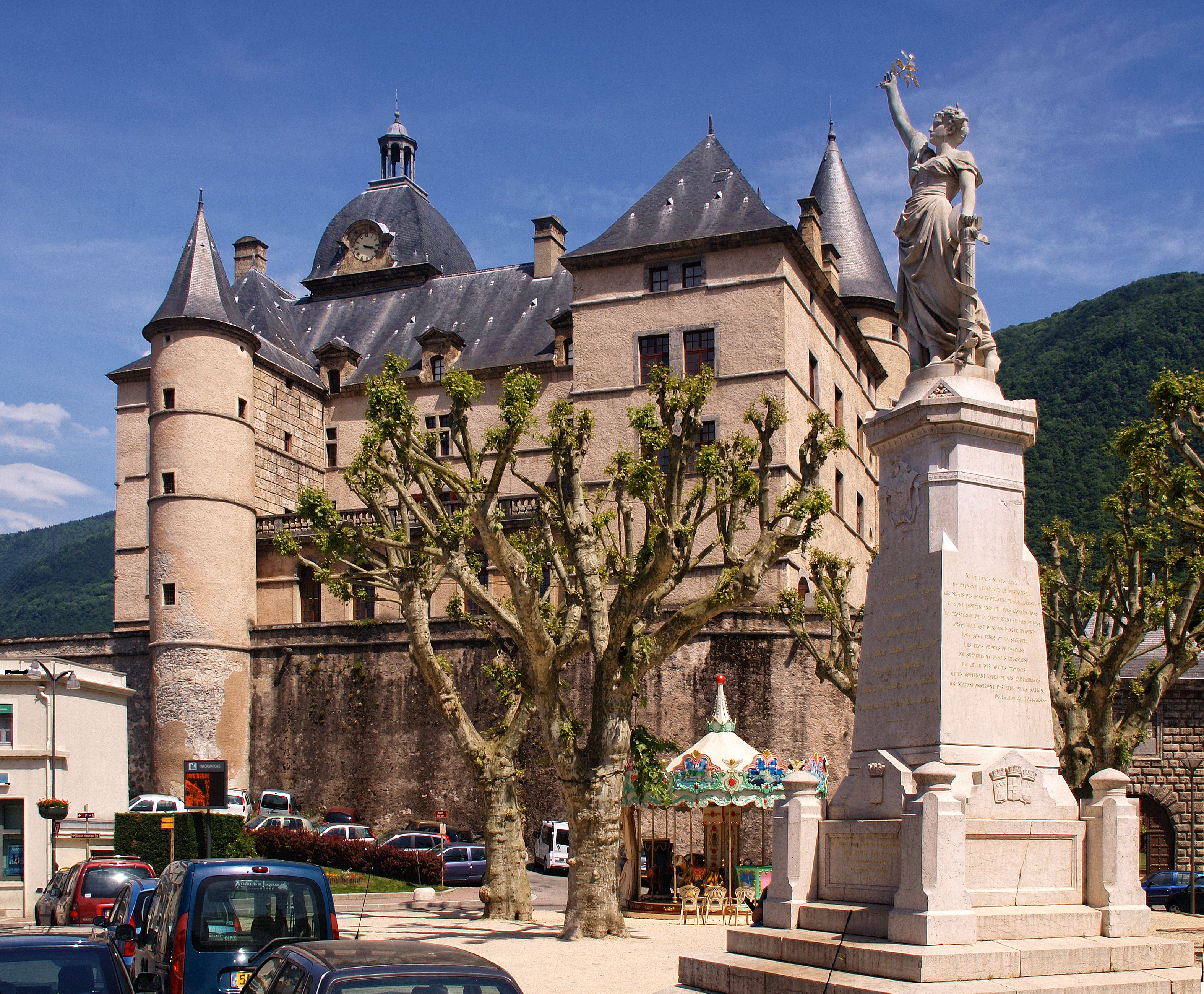
Статуя Марианны. Визий.
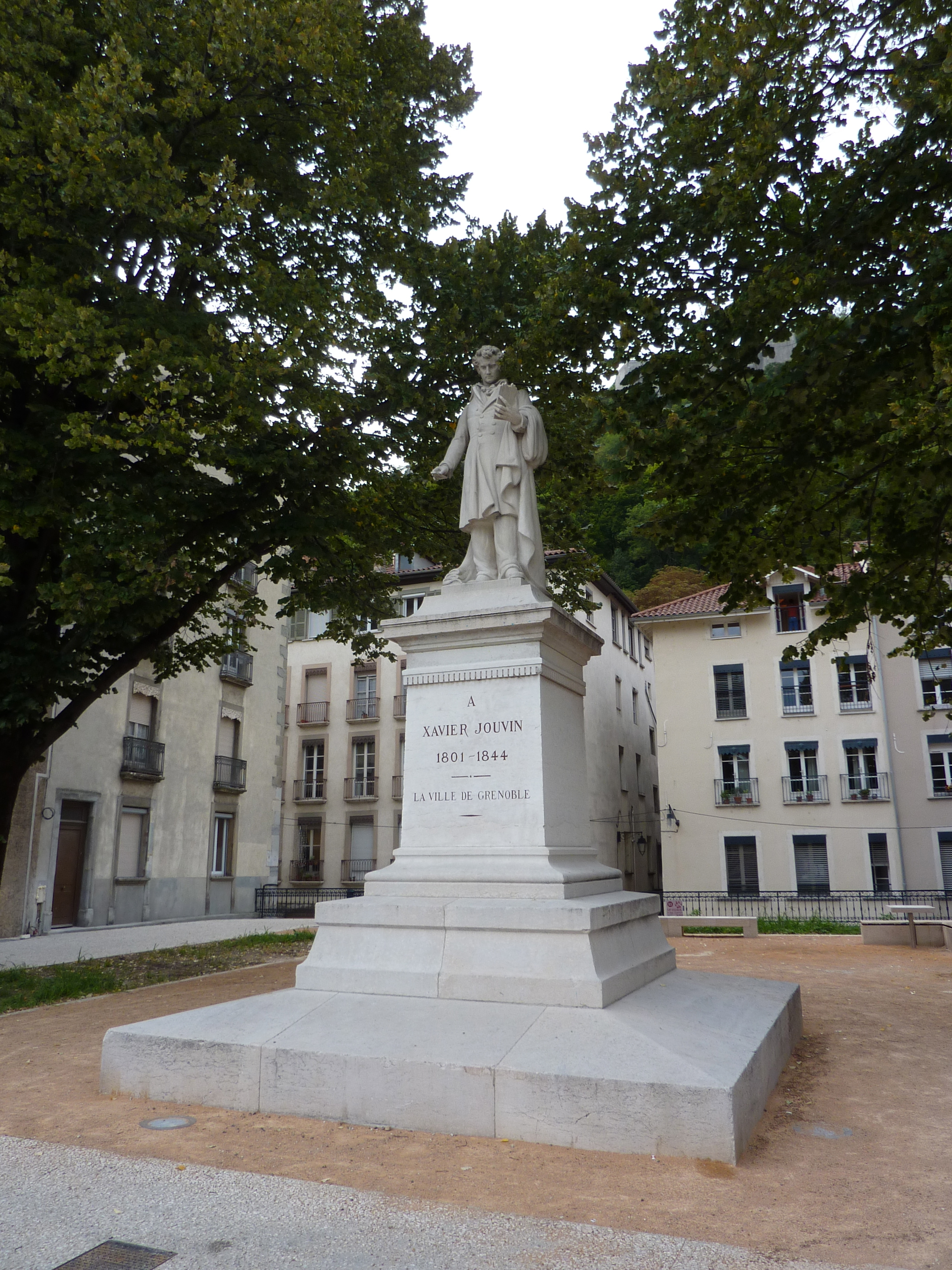
Памятник Ксавьеру Жувену. Гренобль.
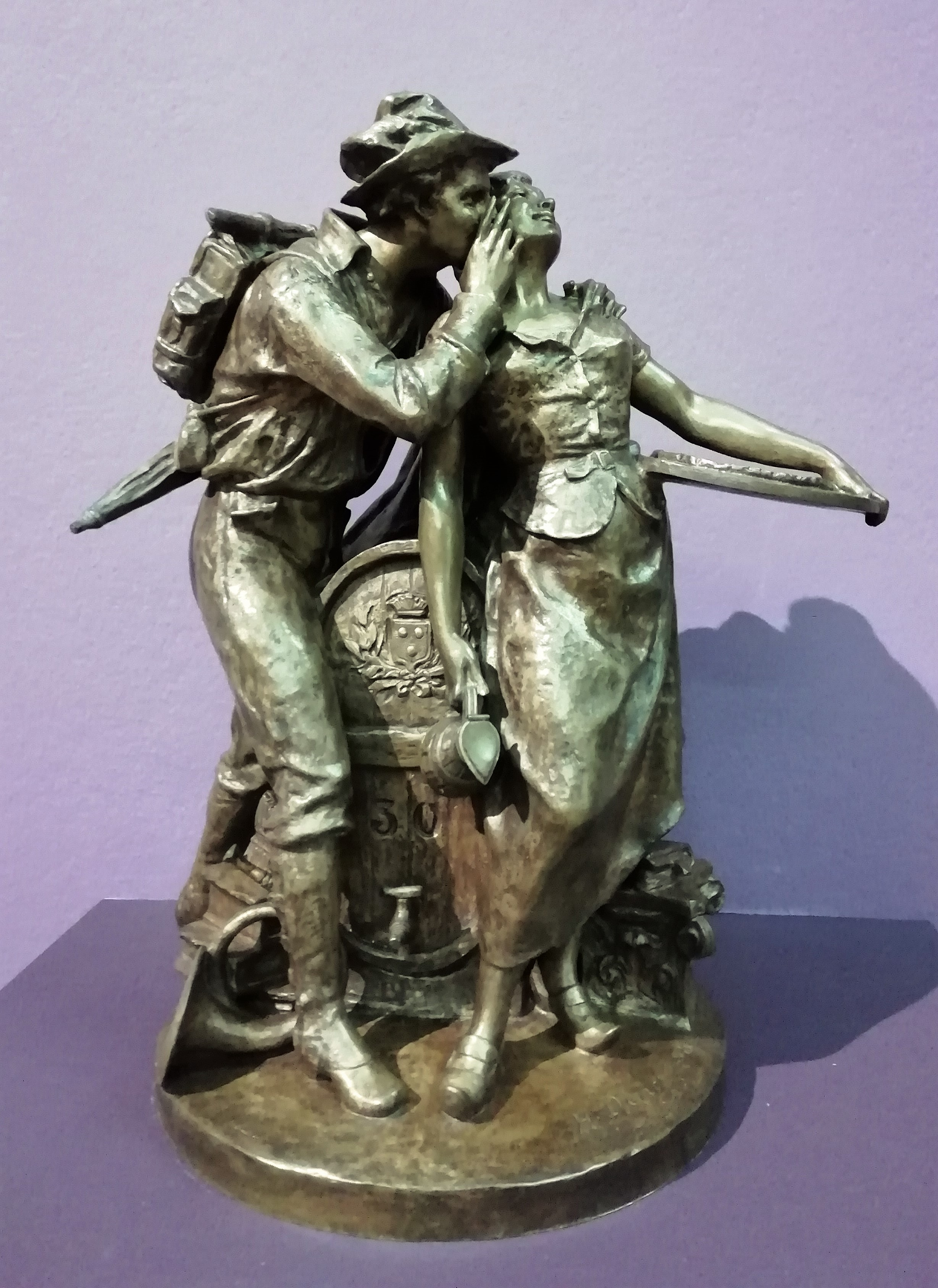
Скульптура, музей Гренобля.
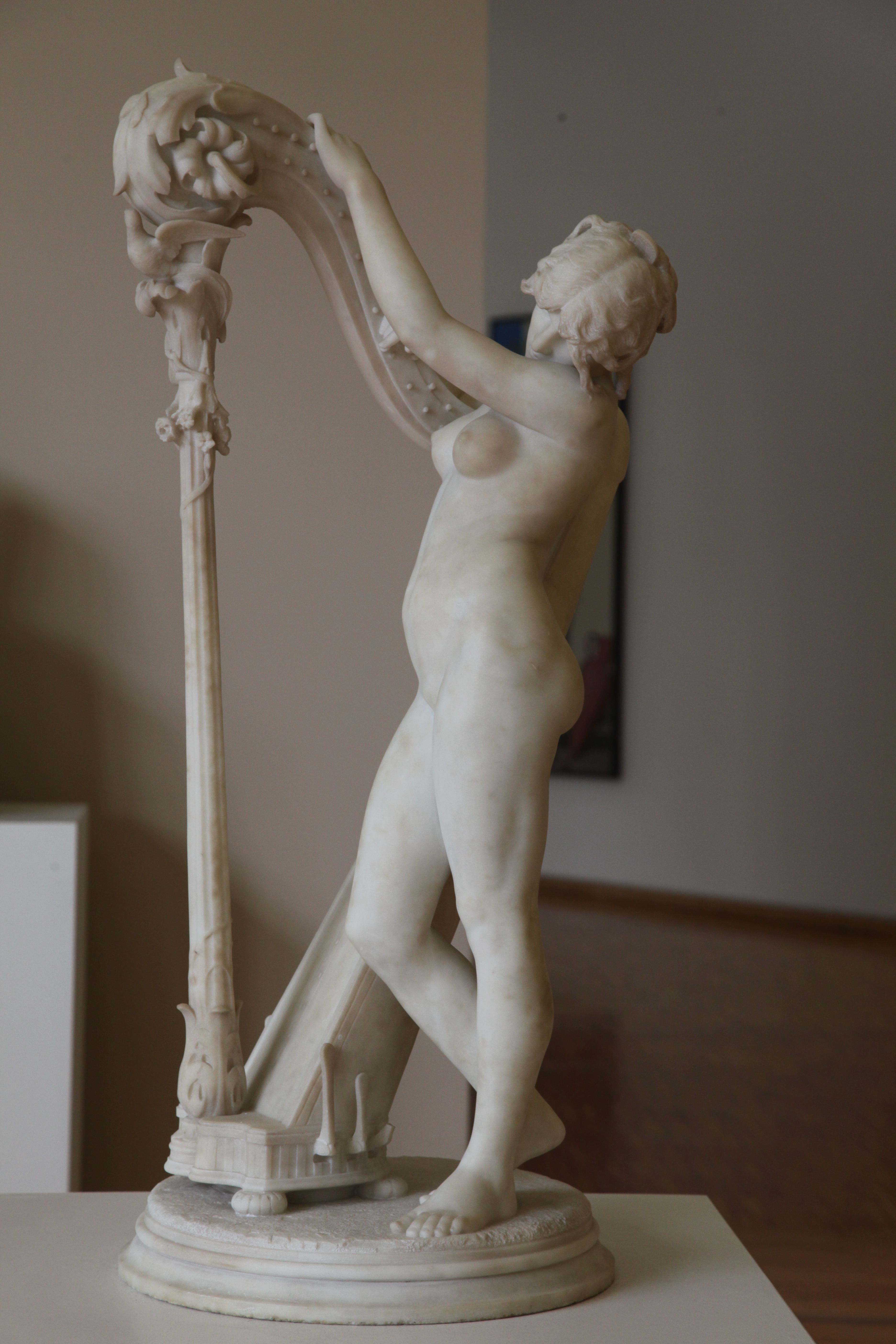
Муза Берлиоза, музей Гренобля.
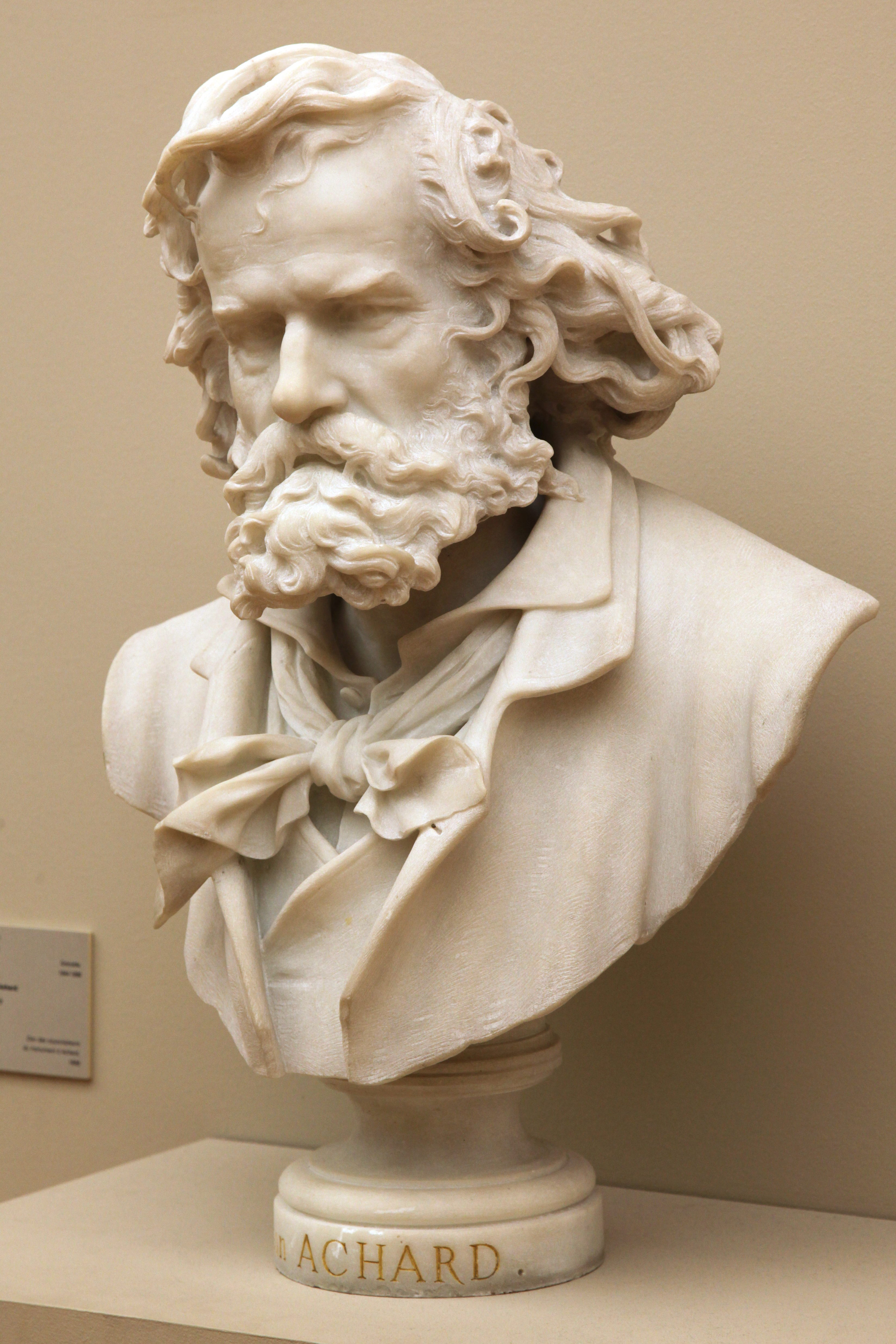
Бюст художника Жана Ашара, музей Гренобля.